# Achrastenus
Genre
Achrastenus Horn, 1876 est un genre d'insectes coléoptères appartenant à la famille des Curculionidae.

## Liste d'espèces
Selon ITIS:
- Achrastenus griseus Horn, 1876